# 大中银行
大中银行，1919年在重庆开业的一家私营商业银行，由汪云松、王墨园、何鼎臣等重庆商人发起创建，总行最初设在重庆。1921年，该行开始发行纸币，从大量向北洋政府放贷。1928年，北洋政府倒台，该行濒于破产，裁撤北方各个分行，只留重庆总行和成都分行。1929年，在天津设总管理处，重新在北方设立分行。1931年，因经营困难被河南新乡银号“同裕和”入股接办，取得印制纸币凭证，再度发行纸币。后因经营不善，同裕和不再接办，大中银行业务重心南移，1934年8月该行将总管理处迁至上海。1935年，国民政府法币改革，该行停止发行纸币。1949年6月30日停业。

## 历史
1919年3月，汪云松、王墨园、何鼎臣、袁治齐、杨国屏、李星樵、尹瑞卿、周凤翔、孙仲山、刘映奎等重庆商人发起成立大中商业银行，1919年6月29日，该行在在重庆开业。1919年9月19日，该行获得北洋政府核准注册。总行设在重庆，在成都设有分行。1920年3月4日，该行筹足100万元资本，开办储蓄业务，并正式改名为大中银行。1921年，经北洋政府特准同意，该行开始发行纸币。1928年，北洋政府倒台，该行因此前借给政府的巨款贷款无法收回而濒于破产，将北方的各个分行全部裁撤，仅保留重庆总行和成都分行，所发纸币也只收不付。
1929年，大中银行开始复苏，在天津设总管理处，并在大连、哈尔滨、沈阳等地增设分行。1931年，该行因经营困难进行改组，被河南新乡地方银号“同裕和”以36万元入股接办，后取得南京国民政府印制纸币五百万元的凭证，再度发行纸币。但因信誉不足，其所发纸币主要在河南省内及山东济南一带流通，其他大城市流通较少。该行在天津于1933年发行纸币后的连续3年里均发生挤兑。
因经营不善，同裕和停止接办大中银行，大中银行的业务重心难以，于1934年8月将总管理处迁至上海。1935年11月4日，国民政府宣布推行法币政策，收回中央银行、中国银行和交通银行以外其他银行的纸币发行权。1935年11月25日，国民政府发布《接收中南等银行发行钞票及准备金办法》，决定由中央银行、中国银行和交通银行对中南银行等九个较大的商业银行的纸币发行进行接收，大中银行的由交通银行接收。但1936年上半年，为应对天津市民挤兑，大中银行又擅自在天津发行了182万元纸币。

## 备注
1. ↑  一说开业日期为1919年7月21日